# アメリカ合衆国商務労働省
アメリカ合衆国商務労働省（あめりかがっしゅうこくしょうむろうどうしょう、United States Department of Commerce and Labor）とは、アメリカ合衆国の連邦政府にかつて短期間存在した行政機関である。長は商務労働長官が務め商取引活動、工業活動、および労働に関する政策を統括していた。
合衆国商務労働省は1903年2月14日に設置されたが、1913年3月4日に商務省へと改称され、労働政策を管轄していた部局は新たに設立された労働省へと移管された。